# Тенор
Тенор — високий чоловічий голос. Робочий діапазон: до малої — до -ре другої октави; перехідні (умовно) ноти: мі-бемоль — фа-дієз першої октави. 

## Українські тенори
- Балтарович Володимир
- Вітошинський Роман Зенонович
- Гаврилюк Ігор Богданович
- Дідик Михайло Петрович
- Дуда Анатолій Іванович
- Дяченко Олександр Миколайович
- Ігнатенко Володимир Дмитрович
- Іщенко Андрій Венедиктович
- Козловський Іван Семенович
- Колодуб Олександр Олексійович
- Лановий Олег Андрійович
- Луців Володимир Гаврилович
- Маринич Григорій Васильович
- Мишуга Олександр Пилипович
- Рожок Григорій
- Руснак Орест
- Середа Микола Миколайович
- Солов'яненко Анатолій Борисович
- Старицький Мирослав
- Тимохін Володимир Ілліч
- Фокін Микола Сергійович
- Назарій Назарович Яремчук
- Хливнюк Андрій Володимирович
- Щит Костянтин Мусійович

### Також
- О. Білошапка
- О. Овдій
- О. Корбань
- В. Тарен
- Р. Танський

## Інші значення терміна
- один із середніх голосів в багатоголосому (музичному) творі або партія середніх голосів хору,
- тенор-саксофон
- тенорова туба — різновид туби, див. еуфоніум